# Semiothisa implexata
Semiothisa implexata là một loài bướm đêm trong họ Geometridae.